# Lait-ma-doh
Lait-mao-doh és una serralada muntanyosa de l'estat de Meghalaya, Índia, part de les muntanyes Khasi. La seva altura màxima és de 1.667 msnm.